# 空也
空也（くうや）は、平安時代中期の僧。阿弥陀聖（あみだひじり）、市聖（いちのひじり）、市上人（いちのしょうにん）とも称される。

## 人物
観想を伴わず、ひたすら「南無阿弥陀仏」と口で称える称名念仏（口称念仏）を日本において記録上初めて実践したとされ、日本における浄土教・念仏信仰の先駆者と評価される。摂関家から一般大衆に至るまで幅広い層・ことに出家僧に向けてではなく世俗の者に念仏信仰を弘めたことも特徴である。空也流の念仏勧進聖は鎌倉仏教の浄土信仰を醸成したとされる。
俗に天台宗空也派と称する一派において祖と仰がれるが、空也自身は複数宗派と関わりを持つ超宗派的立場を保ち、没後も空也の法統を直接伝える宗派は組織されなかった。よって、空也を開山とする寺院は天台宗に限らず、在世中の活動拠点であった六波羅蜜寺は現在真言宗智山派に属する（空也の没後中興した中信以降、桃山時代までは天台宗であった）。
踊念仏、六斎念仏の開祖とも仰がれるが、空也自身がいわゆる踊念仏を修したという確証はない。ただし、空也が創建した六波羅蜜寺（後述）には「空也踊躍念仏」が受け継がれており、国の重要無形文化財に指定されている。
門弟は、高野聖など中世以降に広まった民間浄土教行者「念仏聖」の先駆となり、鎌倉時代の一遍に多大な影響を与えた。　　

## 生涯
後年多くの伝説が語られたが、史実を推定するに足る一次史料は少なく、『空也誄』（くうやるい）や、慶滋保胤の『日本往生極楽記』が、没後間もない時代に記された僅かな記録である。
没年の記録から逆算して、延喜3年（903年）頃の生まれとみられる。生存中から空也は皇室の出（一説には醍醐天皇の落胤）という説が噂されるが、自らの出生を語ることはなかったとされ、真偽は不明。なお、六波羅蜜寺のWEBサイトでは、「第60代醍醐天皇の皇子」と紹介されている。『尊卑分脉』によれば仁明天皇の皇子・常康親王の子とされているが、常康親王は貞観11年（869年）に没しており、年代的にはやや無理がある。
延喜22年（922年）頃に尾張国分寺にて出家し、空也と名乗る。若い頃から在俗の修行者として諸国を廻り、「南無阿弥陀仏」の名号を唱えながら道路・橋・寺院などを造るなど社会事業を行う。また、巡遊の途中、うち捨てられたままの屍を見つけては、これを集めては火葬を行った。
天慶元年（938年）、京都洛中の東市などを拠点にして口称念仏を勧める活動を本格的に開始し、貴賤を問わず幅広い帰依者を得る。
天暦2年（948年）、比叡山で天台座主・延昌のもとに受戒し、「光勝」の号を受ける。ただし、空也は生涯超宗派的立場を保っており、天台宗よりもむしろ奈良仏教界、特に思想的には三論宗との関わりが強いという説もある。
貴族や民衆からの寄付を募って、天暦4年（950年）に金字大般若経書写を発願する。さらに天暦5年（951年）には、十一面観音像および梵天・帝釈天像、四天王像を造立（梵天・帝釈天と四天王のうち一躯を除き、六波羅蜜寺に現存）。発願から足掛け14年後の応和3年（963年）、鴨川の河原にて、大々的に金字大般若経供養会を修する。この際に三善道統の起草した「為空也上人供養金字大般若経願文」が伝わる。これらを通して藤原実頼・藤原師氏ら公卿との関係も深める。
空也には、京都に疫病が流行したとき、空也自らが病魔退散を願って始めたとされる「空也踊躍念仏」が、現代まで続く踊り念仏として伝わっている。
また、鹿に関する逸話も伝わっている。空也が鞍馬山に閑居後、その鳴声を愛した鹿を、定盛という猟師が射殺した。これを知った空也は大変悲しみ、その皮と角を請い受け、皮を皮衣とし、角を杖頭につけて生涯離さなかったという。また、鹿を射殺した定盛も自らの殺生を悔いて空也の弟子となったという。
天禄3年（972年）、東山西光寺（京都市東山区、現在の六波羅蜜寺）において、70歳にて示寂。

## 彫像
空也の彫像のうち、重要文化財として国が指定しているのは、六波羅蜜寺が所蔵する「木造空也上人立像」（運慶の四男 康勝の作）、荘厳寺（近江八幡市）所蔵「木造空也上人立像」、月輪寺（京都市右京区）所蔵「木造空也上人立像〈（祖師堂安置）〉」、浄土寺（松山市）所蔵「木造空也上人立像」である。いずれも鎌倉時代の作とされる。
彫像の造形は非常に特徴的である。一様に首から鉦（かね）を下げ、鉦を叩くための撞木（しゅもく）と鹿の角のついた杖をもち、草鞋履きで歩く姿を表す。6体の阿弥陀仏の小像を針金で繋ぎ、開いた口元から吐き出すように取り付けられている。これは、空也が「南無阿弥陀仏」の6文字を唱えると、阿弥陀如来の姿に変わったという伝承を表している。後世に作られた空也の彫像・絵画は、全てこのような造形・図像をとる。